# Јама при Двору
Јама при Двору (словен. Jama pri Dvoru) је насељено место у општини Жужемберк, регија Југоисточна Словенија, Словенија.

## Историја
До територијалне реорганизације у Словенији била је у саставу старе општине Ново Место.

## Становништво
У попису становништва из 2011. године, Јама при Двору је имала 99 становника.
| Број становника према пописима | Број становника према пописима | Број становника према пописима |
| ------------------------------ | ------------------------------ | ------------------------------ |
| 1991                           | 2002                           | 2011                           |
| 103                            | 102                            | 99                             |

Напомена: До 1953. исказивано под именом Јама. Године 2011. извршена је мања размена територије између насеља Двор и Јама при Двору.